# Eisenbahnunfall von Ōita
Bei dem Eisenbahnunfall von Ōita (jap. 大分交通別大線列車埋没事故, Ōita kōtsū betsudaisen ressha maibotsu jiko) wurde am 26. Oktober 1961 bei Ōita ein Triebwagen unter Schlammmassen begraben. 31 Menschen starben, 36 wurden darüber hinaus verletzt.

## Unfallhergang
Auf der Betsudai-Linie der Gesellschaft Ōita Kōtsū (大分交通, „Ōita Verkehr“; heute ein reines Busunternehmen) zwischen den Städten Ōita und Beppu in der Präfektur Ōita fand bis zur Stilllegung 1972 ein straßenbahnähnlicher Betrieb mit Triebwagen statt. Nach schweren Regenfällen kam es im Bereich der Strecke in Richtung des Bahnhofs Kamegawa zu einem Erdrutsch am Ausgang des Hotokezaki-Tunnels (仏崎, „Buddha-Kap“) an der Beppu-Bucht unterhalb des über 600 m hohen Takasakiyama an der Stadtgrenze zwischen Ōita und Beppu. Dabei wurde auch ein Triebwagen unter dem bis zu 14 Meter hohen Schlamm begraben.

## Folgen
31 Schüler starben, 34 Schüler und 2 Angestellte der Bahn wurden darüber hinaus verletzt. Die Eisenbahnstrecke wurde nach diesem Unfall stillgelegt.